# Гіорак
Гіорак (рум. Ghiorac) — село у повіті Біхор в Румунії. Входить до складу комуни Чумегіу.
Село розташоване на відстані 426 км на північний захід від Бухареста, 43 км на південний захід від Ораді, 146 км на захід від Клуж-Напоки, 111 км на північ від Тімішоари.

## Населення
За даними перепису населення 2002 року у селі проживали 1867 осіб.
Національний склад населення села:
| Національність            | Кількість осіб | Відсоток |
| ------------------------- | -------------- | -------- |
| румуни                    | 826            | 44,2%    |
| угорці                    | 685            | 36,7%    |
| цигани                    | 322            | 17,2%    |
| німці                     | 6              | 0,3%     |
| не вказали національність | 28             | 1,5%     |

Рідною мовою назвали:
| Мова                  | Кількість осіб | Відсоток |
| --------------------- | -------------- | -------- |
| румунська             | 879            | 47,1%    |
| угорська              | 683            | 36,6%    |
| циганська             | 240            | 12,9%    |
| не вказали рідну мову | 64             | 3,4%     |